# Banastre Tarleton
Banastre Tarleton (ur. 21 sierpnia 1754 w Liverpoolu, zm. 16 stycznia 1833 w Leintwardine w Shropshire w Anglii) – brytyjski generał, polityk.
Był synem kupca, Johna Tarletona. Kształcił się w Middle Temple w Londynie, a w 1771 rozpoczął studia na uniwersytecie w Oxfordzie, następnie wstąpił do angielskiej armii. W 1775 został wysłany do Ameryki, gdzie u boku Charlesa Cornwallisa brał udział w działaniach przeciwko amerykańskiej milicji; podczas amerykańskiej wojny o niepodległość dosłużył się stopnia podpułkownika.
Był znany z tego, że w trakcie działań zbrojnych kazał swoim żołnierzom palić domy i niszczyć zapasy. 29 maja 1780 dowodził oddziałem lojalistycznym w bitwie pod Waxhaw, gdzie jego podkomendni zabili 113, ranili 150 i schwytali 53 żołnierzy z oddziału płk. Abrahama Buforda. Straty brytyjskie wyniosły zaledwie 5 zabitych i 12 rannych, mimo przewagi liczebnej. Według źródeł amerykańskich podjęto próbę kapitulacji. Adiutant płk. Buforda twierdził później, że podszedł do dowódcy brytyjskiego z białą flagą, jednak w tym momencie koń Tarletona został postrzelony i upadł razem z nim. "Wściekłość żołnierzy brytyjskich, zdenerwowanych ciągłym ogniem Amerykanów, podczas gdy flaga oferowała negocjacje, popchnęła ich do aktów zemsty, które nie znały granic". Natomiast sam Tarleton napisał w swojej książce A History of the Campaigns of 1780 and 1781, in the Southern Provinces of North America: "Straty oficerów i ludzi były ogromne po stronie Amerykanów, ze względu na tak skuteczne przełamanie przez dragonów piechoty i na raport kawalerii(lojalistów), że stracili dowódcę, co pobudziło ich do mściwości, którą nie łatwo było powstrzymać." Bitwa tymczasowo umocniła brytyjską kontrolę nad Karoliną Południową.
16 sierpnia 1780 Tarleton był jednym z dowódców, obok gen. Cornwallisa, sił angielskich w bitwie pod Camden, gdzie amerykańska armia gen. Horatio Gatesa poniosła klęskę z rąk Anglików. 17 stycznia 1781 został pokonany w bitwie pod Cowpens przez oddział gen. Daniela Morgana. Kilka miesięcy później zakończył swoją misję w USA.
W 1784 zaczął brać udział w posiedzeniach parlamentu, gdzie m.in. opowiadał się za utrzymaniem handlu niewolnikami. W 1812 roku awansował na generała, a w 1815 otrzymał tytuł baroneta.
Przez 15 lat związany z aktorką Mary Robinson. W 1798 ożenił się z Susan Bertie, nieślubną córką księcia Ancaster. Małżeństwo to było bezdzietne.
Odznaczony Krzyżem Wielkim Orderu Łaźni.
Jego postać została przedstawiona w kilku filmach, m.in. w "Słodkiej wolności" (1986), gdzie zagrał go Michael Caine; "Patriocie" (2000) (pod zmienionym nazwiskiem "Tavington"), zagrany przez Jasona Isaacsa, i "Głosie wolności" (2006), w którym jego rolę odegrał Ciaran Hinds.